# Octomys mimax
Octomys mimax là một loài động vật có vú trong họ Octodontidae, bộ Gặm nhấm. Loài này được Thomas mô tả năm 1920.